# Johannes Diderik van der Waals jr.
Johannes Diderik van der Waals jr. ('s-Gravenhage, 7 augustus 1873 – Amsterdam, 8 mei 1971) was een Nederlandse hoogleraar in de theoretische natuurkunde.

## Biografie
Prof. dr. Van der Waals studeerde en promoveerde aan de Universiteit van Amsterdam in 1900 op de dissertatie Statistische behandeling der stralingsverschijnselen. Tot 1900 was hij assistent van prof. dr. Remmelt Sissingh en tot 1901 leraar wiskunde te Amsterdam. In 1903 volgde een privaatdocentschap in de kinetische gastheorie aan de Universiteit van Amsterdam. In hetzelfde jaar werd hij benoemd tot hoogleraar in de theoretische natuurkunde aan de Rijksuniversiteit Groningen. 
Tussen 1909 en 1943 was Van der Waals jr. hoogleraar aan de Universiteit van Amsterdam, waar hij in 1930-1931 ook rector was. Van der Waals werd in 1925 tot lid van de Koninklijke Nederlandse Akademie van Wetenschappen, (KNAW) benoemd.
Van der Waals was zoon van Johannes Diderik van der Waals, die Nobelprijswinnaar en hoogleraar in de theoretische natuurkunde was.